# C/1979 M1 (Bradfield)
C/1979 M1 (Bradfield) ist ein Komet, der im Jahr 1979 nur mit optischen Hilfsmitteln beobachtet werden konnte.

## Entdeckung und Beobachtung
Der Komet wurde am Abend des 24. Juni 1979 (Ortszeit) von William A. Bradfield in Australien mit einem 150-mm-f/5,5-Refraktor entdeckt. Es war seine neunte Kometenentdeckung, nur acht Monate nach seiner letzten. Er hatte in diesem Zeitraum insgesamt 98 Stunden nach Kometen gesucht. Bradfield schätzte die Helligkeit des Kometen zu 10 mag.
Der Komet wurde zunächst bis in den Juli nur von der Südhalbkugel aus verfolgt, danach war er wegen seiner Nähe zur Sonne zunächst nicht mehr zu beobachten. Nach seiner größten Annäherung an die Sonne bewegte sich der Komet für Beobachter auf der Erde rasch nach Norden und Osten und war dann auch von der Nordhalbkugel zu sehen. Als er Anfang August wieder aufgefunden wurde, war er aber kaum heller geworden als einen Monat zuvor mit beobachteten Helligkeiten bis 8,6 mag. Anfang September setzte eine rasche Helligkeitsabnahme ein und Mitte September, als er der Erde am nächsten kam, war seine Helligkeit bereits auf unter 12 mag gefallen. Die letzte Beobachtung erfolgte am 24. September 1979 bei nur noch 19 mag.
Die rasche Helligkeitsabnahme des Kometen gegen Ende seiner Beobachtung könnte darauf hindeuten, dass er sich auflöste.

## Umlaufbahn
Für den Kometen konnte aus 25 Beobachtungen über einen Zeitraum von 91 Tagen eine temporär hyperbolische Umlaufbahn bestimmt werden, die um rund 136° gegen die Ekliptik geneigt ist. Die Bahn des Kometen verläuft damit schräg gestellt zu den Bahnebenen der Planeten, er durchläuft seine Bahn gegenläufig (retrograd) zu ihnen. Im sonnennächsten Punkt der Bahn (Perihel), den der Komet am 23. Juli 1979 durchlaufen hat, befand er sich mit etwa 61,8 Mio. km Sonnenabstand im Bereich der Umlaufbahn des Merkur. Bereits zwei Tage später ging er am 25. Juli in etwa 68,6 Mio. km an der Venus vorüber und am 15. September kam er der Erde bis auf etwa 64,5 Mio. km (0,43 AE) nahe.
Bereits in einer Untersuchung von 1983 leiteten E. Everhart und B. Marsden aus 18 Beobachtungen Parameter für die ursprüngliche und die zukünftige Bahn des Kometen ab. Lange vor dem Eintreten in das innere Sonnensystem bewegte er sich demnach auf einer elliptischen Bahn mit einer Großen Halbachse von etwa 30.000 AE und einer Umlaufzeit von etwa 5 Mio. Jahren. In der Zukunft würde sich die Große Halbachse auf etwa 7900 AE und die Umlaufzeit auf etwa 700.000 Jahre verkürzen.
In einer neueren Untersuchung konnte M. Królikowska 2020 aus 35 Beobachtungen über einen Zeitraum von 91 Tagen Bahnelemente unter Berücksichtigung gravitativer Kräfte bestimmen. Sie berücksichtigte dabei auch Störungen durch die galaktische Gravitationswirkung und durch nahe vorbeiziehende Sterne. Der Komet bewegte sich demnach lange vor seiner Annäherung an das innere Sonnensystem auf einer extrem langgestreckten elliptischen Bahn mit einer Exzentrizität von etwa 0,99998 und einer Großen Halbachse von etwa 25.000 AE. Er hatte eine Umlaufzeit in der Größenordnung von 3 Mio. Jahren. Es konnte nicht bestimmt werden, ob er zuvor bereits einmal in Sonnennähe gekommen war. Durch die Anziehungskraft der Planeten, insbesondere während relativ entfernter Vorbeigänge am Saturn am 26. Juni 1979 in etwa 8 ¾ AE und am Jupiter am 12. Juli 1979 in knapp 5 AE Abstand, wurde die Exzentrizität auf einen Wert von etwa 0,99995 und die Große Halbachse auf etwa 7500 AE verringert. Der Komet könnte nach etwa 650.000 Jahren wieder in das innere Sonnensystem zurückkehren (falls er noch existiert und sich nicht aufgelöst hat). Diese Werte besitzen allerdings aufgrund der wenigen Beobachtungsdaten eine hohe Unsicherheit.